# San Giorgio in Bosco
San Giorgio in Bosco là một đô thị thuộc tỉnh Padova vùng Veneto, located about 45 km northvề phía tây của Venezia và cách khoảng 20 km northvề phía tây của Padova. Tại thời điểm ngày 31 tháng 12 năm 2004, đô thị này có dân số 5.966 người và diện tích 28.1 km².
Đô thị San Giorgio in Bosco bao gồm các frazioni (các đơn vị cấp dưới, chủ yếu là làng) Paviola, Lobia, and Sant'Anna Morosina.
San Giorgio in Bosco giáp các đô thị: Campo San Martino, Cittadella, Fontaniva, Grantorto, Piazzola sul Brenta, Tombolo, Villa del Conte.